# Lepidodexia hinei
Lepidodexia hinei är en tvåvingeart som först beskrevs av Aldrich 1930.  Lepidodexia hinei ingår i släktet Lepidodexia och familjen köttflugor.
Artens utbredningsområde är Guatemala. Inga underarter finns listade i Catalogue of Life.